# Kraton Ngayogyakarta Hadiningrat

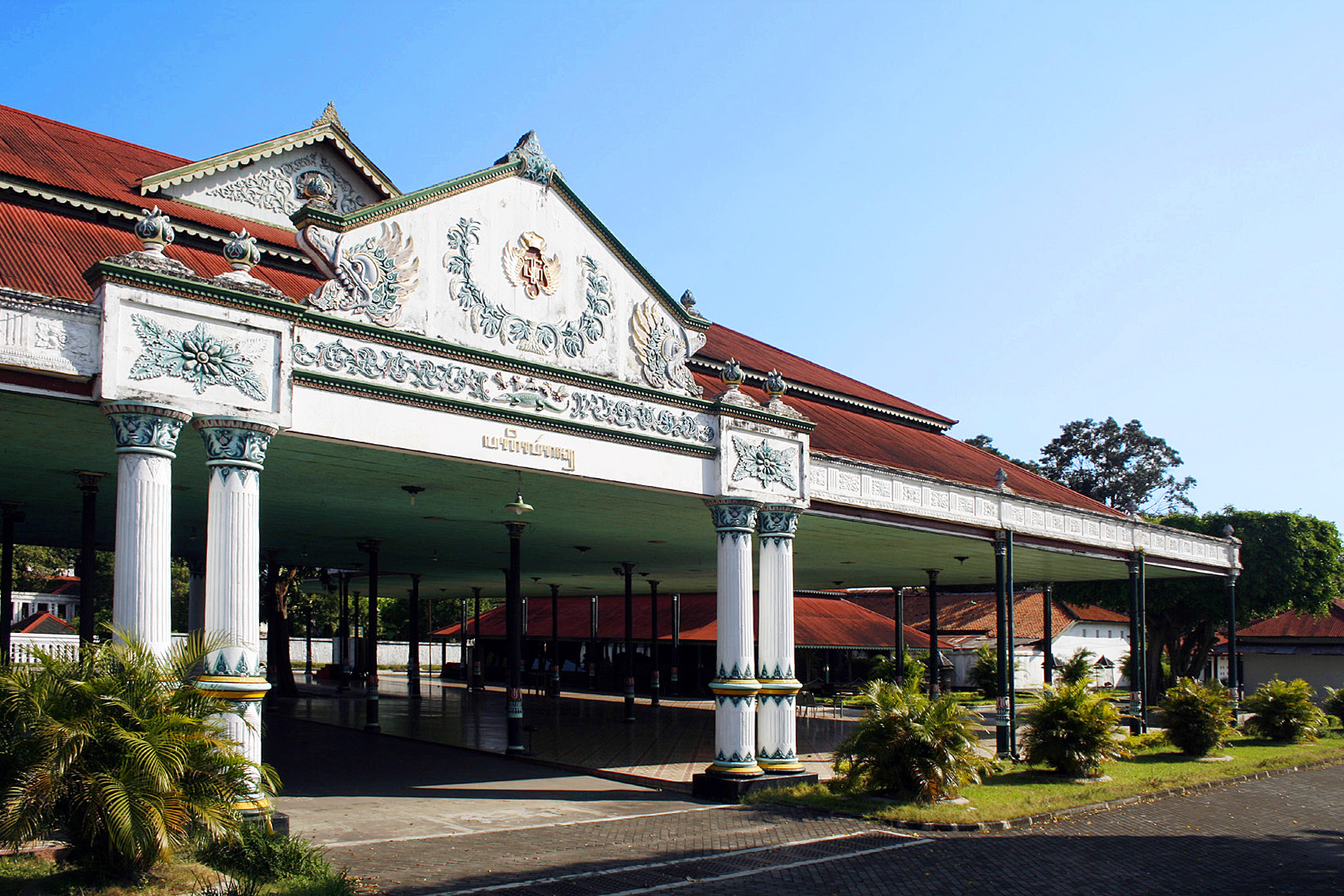
Paleishal aan Alun-Alun Lor

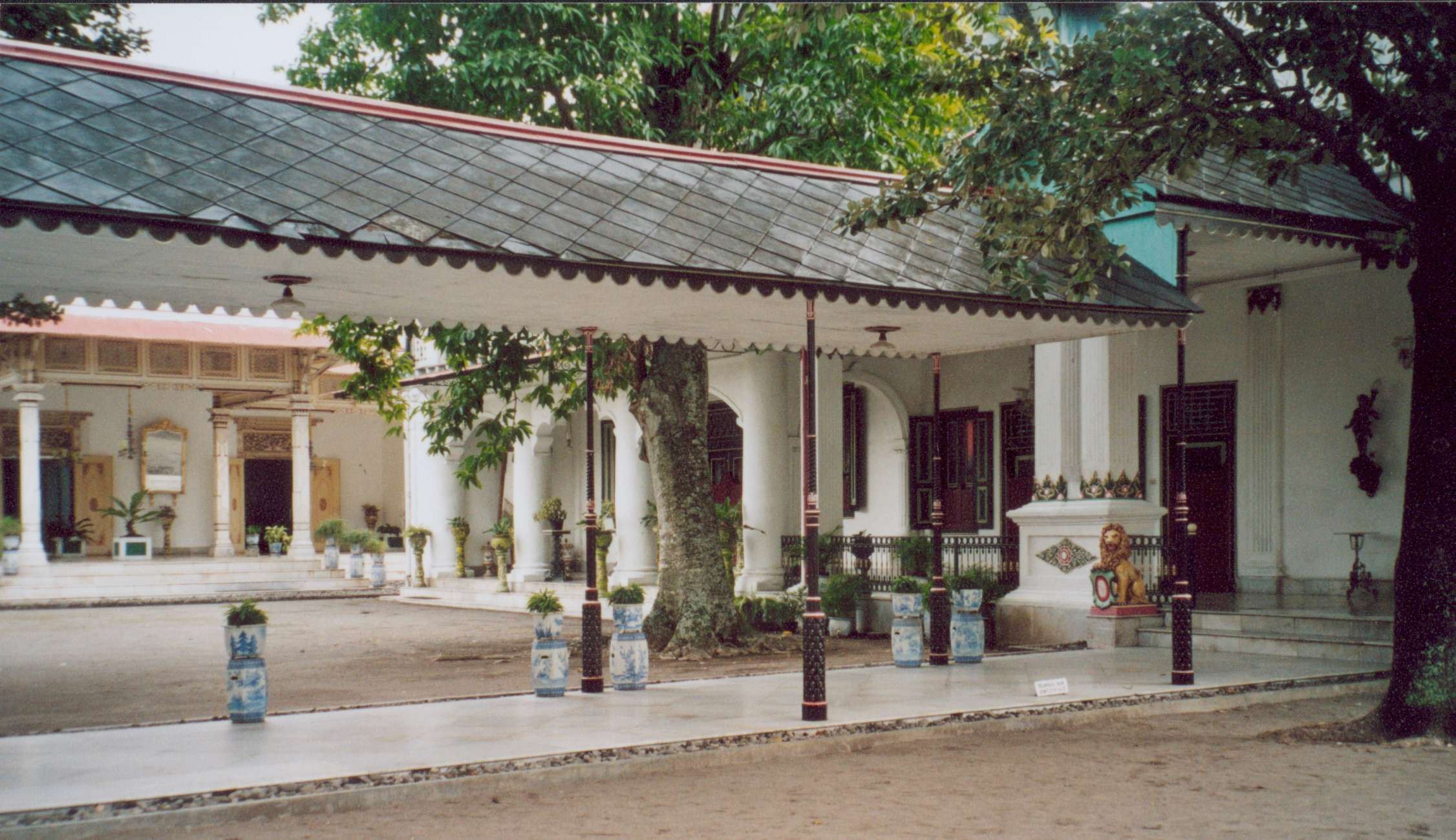
Een van de paviljoens van Kraton Ngayogyakarta Hadiningrat

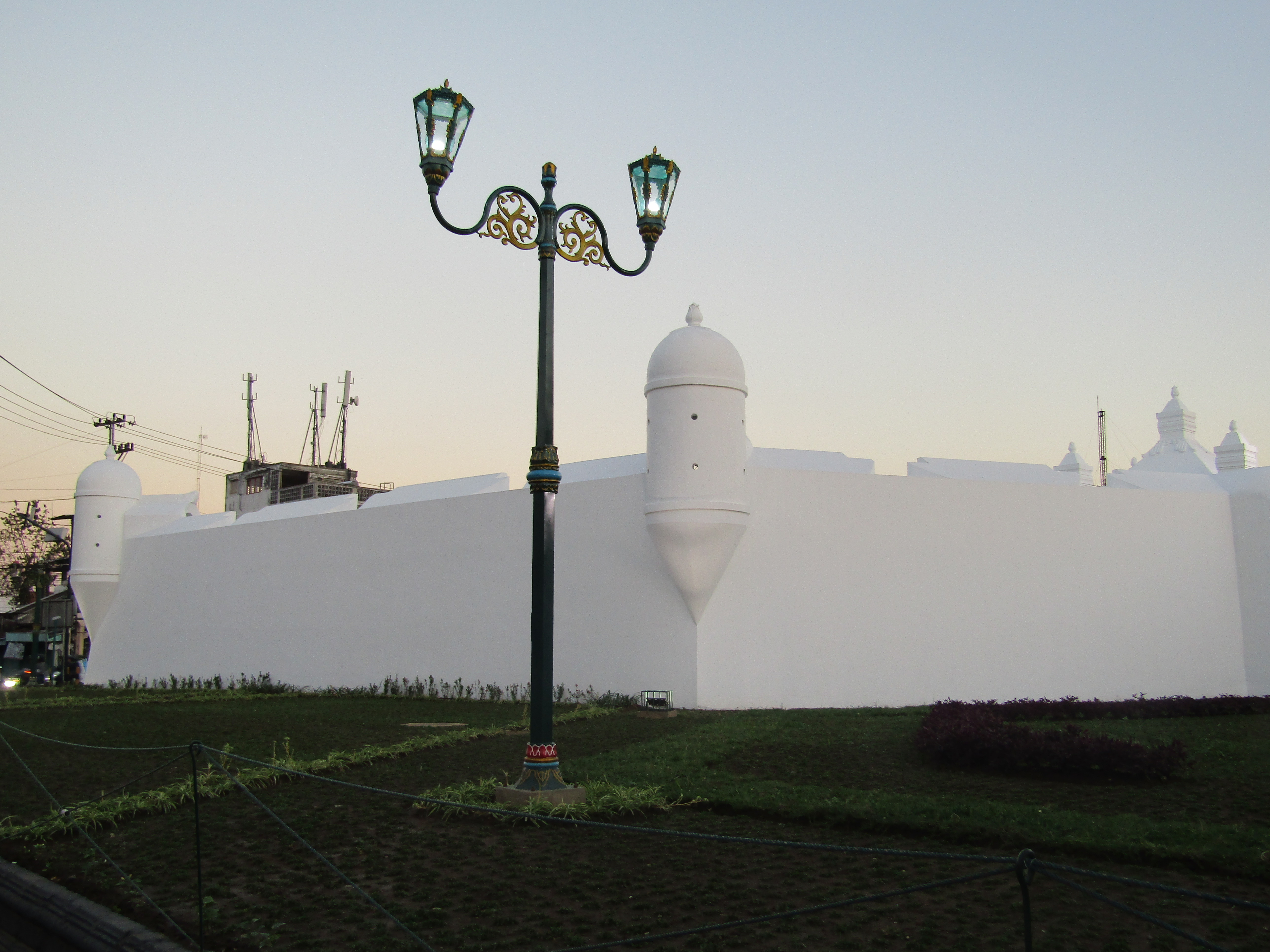
Noordoostelijk bastion (Pojok Beteng Lor Wetan) van de omwalling

De Kraton Ngayogyakarta Hadiningrat is een paleis in de Indonesische stad Yogyakarta. Het complex bestaat uit meerdere paviljoens.
Het paleis werd in  1785  gebouwd in opdracht van sultan Hamengkubuwono I, nadat hij het verdrag van Giyanti had getekend waarin de vrede tussen verschillende Javaanse vorsten en de Vereenigde Oostindische Compagnie werd geregeld en was een reactie op de bouw door de Nederlanders van fort Vredeburg.
Rondom het paleis bevond zich een dubbele vierkante ommuring van 2-4 meter breed in rode baksteen en een slotgracht. Er waren oorspronkelijk vijf poorten met ophaalbruggen. In 1809 werden de bastions vergroot om een aanval van Nederlandse troepen te kunnen voorkomen. Het paleis werd tijdens de Britse tijd in 1812 door troepen van Thomas Stamford Raffles aangevallen waarbij een kruithuis in het noordoostelijke bastion ontplofte en op 20 juni 1812 toegang verkregen werd. Vier bastions, en een deel van de noordoostelijke en zuidelijke verdedigingsmuur zijn nog aanwezig. Het noordoostelijk bastion dat in 1812 was opgeblazen, is in 2020 herbouwd.
De meeste gebouwen die in het huidige paleis te vinden zijn, zijn gebouwd in opdracht van sultan Hamengkubuwono VIII. Binnen de omwalling ligt ook het waterpaleis Taman Sari.

Plattegrond uit 1890 van het paleis
Plattegrond met de ommuring met de situatie in 1812, getekend rond 1834. Het paleis is aangegeven met de letter O. Noorden is beneden.
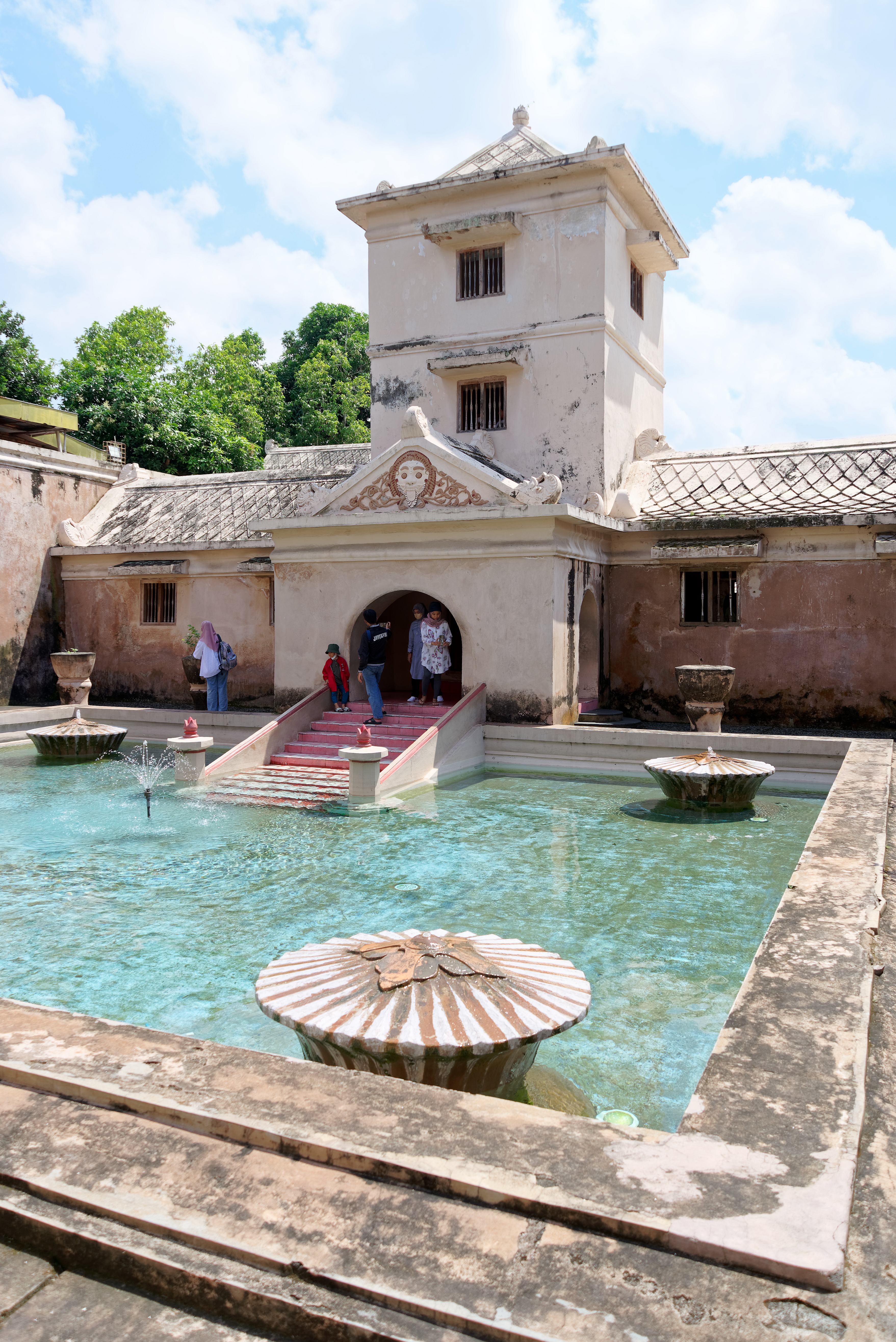
waterpaleis Taman Sari